# Lista tomów serii Miłość to wojna
Ten artykuł zawiera listę tomów serii Miłość to wojna autorstwa Aki Akasaki, która ukazywała się od 19 maja 2015 do 19 stycznia 2016 na łamach magazynu „Miracle Jump” wydawnictwa Shūeisha. Następnie manga została przeniesiona do czasopisma „Shūkan Young Jump”, w którym wydawana była od 24 marca 2016 do 2 listopada 2022. Pierwszy tom tankōbon został opublikowany 18 marca 2016, natomiast ostatni 28 tom – 19 grudnia 2022.
W Polsce seria ukazuje się nakładem wydawnictwa Studio JG, pierwszy tom zaś został wydany 17 lipca 2020.
| Nr | Język japoński       | Język japoński         | Język polski         | Język polski           |
| Nr | Data wydania         | ISBN                   | Data wydania         | ISBN                   |
| --- | -------------------- | ---------------------- | -------------------- | ---------------------- |
| 1 | 18 marca 2016        | ISBN 978-4-08-890432-0 | 17 lipca 2020        | ISBN 978-83-8001-589-0 |
| Lista rozdziałów - 001. Kaguya chce, żeby zaprosić ją do kina (jap. 映画に誘わせたい Eiga ni sasowasetai) - 002. Kaguya chce zagrać w karty (jap. ババ抜きをさせたい Babanuki o sasetai) - 003. Kaguya by chciała, ale trochę nie ogarnia (jap. かぐや様はよく知らない Kaguya-sama wa yoku shiranai) - 004. Miyuki chce udzielić odpowiedzi (jap. 白銀御行は答えたい Shirogane Miyuki wa kotaetai) - 005. Kaguya też chce (jap. かぐや様はいただきたい Kaguya-sama wa itadakitai) - 006. Miyuki nie chce, żeby się wydało (jap. 白銀御行は隠したい Shirogane Miyuki wa kakushitai) - 007. Fujiwara chce na wycieczkę (jap. 藤原ちゃんは出かけたい Fujiwara-chan wa dekaketai) - 008. Kaguya chce, by ją przejrzano (jap. ぐや様は当てられたい Kaguya-sama wa ateraretai) - 009. Kaguya chce się przejść (jap. かぐや様は歩きたい Kaguya-sama wa arukitai) - 010. Członkinie samorządu chcą zrobić kawał (jap. 生徒会は悪戯したい Seitokai wa itazura shitai) |                      |                        |                      |                        |
| 2 | 19 lipca 2016        | ISBN 978-4-08-890468-9 | 22 września 2020     | ISBN 978-83-8001-619-4 |
| Lista rozdziałów - 011. Kaguya chce się wymienić (jap. かぐやさまは交換したい Kaguya-sama wa kōkan shitai) - 012. Kaguya chce, żeby ją zatrzymano (jap. かぐや様は止められたい Kaguya-sama wa tomeraretai) - 013. Kaguya chce pocałować (jap. かぐや様は口付けたい Kaguya-sama wa kuchi tsuketai) - 014. Miyuki chciałby, ale jeszcze tego nie robił (jap. 白銀御行はまだしてない Shirogane Miyuki wa mada shitenai) - 015. Miyuki chce uciec (jap. 白銀御行は逃げ出したい Shirogane Miyuki wa nigedashitai) - 016. Kaguya chce dać radę (jap. かぐや様はこなしたい Kaguya-sama wa konashitai) - 017. Kaguya chce się nacieszyć (jap. かぐや様は愛でたい Kaguya-sama wa medetai) - 018. Samorząd chce się zmusić do mówienia (jap. 生徒会は言わせたい Seitokai wa iwasetai) - 019. Kaguya chce posłać coś w świat (jap. かぐや様は送らせたい Kaguya-sama wa okurasetai) - 020. Miyuki chce porozmawiać (jap. 白銀御行は話したい Shirogane Miyuki wa hanashitai) |                      |                        |                      |                        |
| 3 | 19 października 2016 | ISBN 978-4-08-890508-2 | 30 listopada 2020    | ISBN 978-83-8001-656-9 |
| Lista rozdziałów - 021. Kaguya chce się schronić (jap. かぐや様は差されたい Kaguya-sama wa sasaretai) - 022. Chika chce zostać schrupana (jap. 藤原千花は食べられたい Fujiwara Chika wa taberaretai) - 023. Miyuki chce się popisać (jap. 白銀御行は見せつけたい Shirogane Miyuki wa misetsuketai) - 024. Yu chciałby jeszcze pożyć (jap. 石上優は生き延びたい Ishigami Yū wa ikinobitai) - 025. Kaguya chce, żeby zauważył (jap. かぐや様は気づかれたい Kaguya-sama wa kizukaretai) - 026. Miyuki chce pracować (jap. 白銀御行は働きたい Shirogane Miyuki wa hatarakitai) - 027. Kaguya chce się powstrzymać (jap. かぐや様は堪えたい Kaguya-sama wa taetai) - 028. Kaguya chce, żeby do niej dołączył (jap. かぐや様は入れたい Kaguya-sama wa iretai) - 029. Ai chce wszystkich powstrzymać (jap. 早坂愛は防ぎたい Hayasaka Ai wa fusegitai) - 030. Miyuki nie chce przegrać (jap. 白銀御行は負けられない Shirogane Miyuki wa makerarenai) |                      |                        |                      |                        |
| 4 | 19 lutego 2017       | ISBN 978-4-08-890572-3 | 18 lutego 2021       | ISBN 978-83-8001-696-5 |
| Lista rozdziałów - 031. Chika chce zrobić test (jap. 藤原千花はテストしたい Fujiwara Chika wa tesuto shitai) - 032. Kaguya chce usłyszeć, że jej nie lubi (jap. かぐや様は嫌われたい Kaguya-sama wa kirawaretai) - 033. Miyuki chce zaśpiewać (jap. 白銀御行は歌いたい Shirogane Miyuki wa utaitai) - 034. Kaguya chce go podwieźć (jap. かぐや様は送りたい Kaguya-sama wa okuritai) - 035. Chikka chce się wybrać w odwiedziny (jap. 藤原書記は見舞いたい Fujiwara shoki wa mimaitai) - 036. O Kagui Shinomii (cz. 1) (jap. 四宮かぐやについて① Shinomiya Kaguya ni tsuite ichi) - 037. Kaguya nie chce przebaczyć (jap. かぐや様は許せない Kaguya-sama wa yurusenai) - 038. Kaguya chce przebaczyć (jap. かぐや様は許したい Kaguya-sama wa yurushitai) - 039. Kaguya chce usłyszeć magiczne słowo (jap. かぐや様は呼ばせたい Kaguya-sama wa yobasetai) - 040. Miyuki chce na wycieczkę (jap. 白銀御行は出かけたい Shirogane Miyuki wa dekaketai) |                      |                        |                      |                        |
| 5 | 19 kwietnia 2017     | ISBN 978-4-08-890623-2 | 25 kwietnia 2021     | ISBN 978-83-8001-724-5 |
| Lista rozdziałów - 041. Miyuki chce się spotkać (jap. 白銀御行は出会いたい Shirogane Miyuki wa deaitai) - 042. Ai chce się zanurzyć (jap. 早坂愛は浸かりたい Hayasaka Ai wa tsukaritai) - 043. Chika (bardzo) chce zjeść (jap. 藤原千花は超食べたい Fujiwara Chika wa chō tabetai) - 044. Nie słyszę sztucznych ogni (cz. 1) (jap. 花火の音は聞こえない 前編 Hanabi no oto wa kikoenai - zenpen) - 045. Nie słyszę sztucznych ogni (cz. 2) (jap. 花火の音は聞こえない 後編 Hanabi no oto wa kikoenai - kōhen) - 046. Kaguya nie chce go unikać (jap. かぐや様は避けたくない Kaguya-sama wa saketakunai) - 047. Kaguya chce, by wybrał właściwie (jap. かぐや様は選ばせたい Kaguya-sama wa erabasetai) - 048. Samorządowi daleko do oświecenia (jap. 生徒会は神ってない Seitokai wa kamittenai) - 049. Miyuki chce zaszlachtować (jap. 白銀御行は捌きたい Shirogane Miyuki wa sabakitai) - 050. Kaguya chce świętować (jap. かぐや様は祝いたい Kaguya-sama wa iwaitai) |                      |                        |                      |                        |
| 6 | 19 lipca 2017        | ISBN 978-4-08-890702-4 | 30 czerwca 2021      | ISBN 978-83-8001-750-4 |
| Lista rozdziałów - 051. Nagisa chciałaby odzobaczyć (jap. 柏木渚は見てられない Kashiwagi Nagisa wa miterarenai) - 052. Kaguya chce wypytać (jap. かぐや様は聞き出したい Kaguya-sama wa kikidashitai) - 053. Kaguya chce wręczyć prezent (jap. かぐや様は贈りたい Kaguya-sama wa okuritai) - 054. Chcika chce się upewnić (jap. 藤原千花は確かめたい Fujiwara Chika wa tashikametai) - 055. Yu i kronika dni jego ostatnich (cz. 1) (jap. そして、石上優は目を閉じた① Soshite, Ishigami Yū wa me o tojita ichi) - 056. Miyuki chce unieść wzrok (jap. 白銀御行は見上げたい Shirogane Miyuki wa miagetai) - 057. Kaguya chce wziąć ślub (jap. かぐや様は結婚したい Kaguya-sama wa kekkon shitai) - 058. Ai chce uwieść (jap. 早坂愛はオトしたい Hayasaka Ai wa otoshitai) - 059. Samorząd uczniowski 67. kadencji (jap. 第６７期生徒会 Dai rokujūnana-ki seitokai) - 060. Kaguya nie chce mówić inaczej (jap. かぐや様は呼びたくない Kaguya-sama wa yobitakunai) |                      |                        |                      |                        |
| 7 | 19 października 2017 | ISBN 978-4-08-890762-8 | 15 września 2021     | ISBN 978-83-8001-772-6 |
| Lista rozdziałów - 061. Kaguya chce usłyszeć wyznanie (jap. かぐや様は告ら“れ”たい Kaguya-sama wa kokura"re"tai) - 062. Miyuki chce narysować (jap. 白銀御行は描きたい Shirogane Miyuki wa kakitai) - 063. Miyuki chce mieć branie (jap. 白銀御行はモテたい Shirogane Miyuki wa motetai) - 064. Nagisa chce podnieść na duchu (jap. 柏木渚は慰めたい Kashiwagi Nagisa wa nagusametai) - 065. Miko chce zaprowadzić porządek (jap. 伊井野ミコは正したい Iino Miko wa tadashitai) - 066. Kaguya chce wyeliminować (jap. かぐや様は蹴落としたい Kaguya-sama wa keotoshitai) - 067. Nie chcę, by śmiali się z Miko (jap. 伊井野ミコを笑わせない Iino Miko o warawasenai) - 068. Chcę, by Miko się uśmiechnęła (jap. 伊井野ミコを笑わせたい Iino Miko o warawasetai) - 069. Kaguya chce dostać zaproszenie (jap. かぐや様は呼ばれない Kaguya-sama wa yobarenai) - 070. Kaguya chce rozebrać (jap. かぐや様は脱がせたい Kaguya-sama wa nugasetai) |                      |                        |                      |                        |
| 8 | 19 stycznia 2018     | ISBN 978-4-08-890840-3 | 13 grudnia 2021      | ISBN 978-83-8001-825-9 |
| Lista rozdziałów - 071. Kaguya chce wzbudzić wydzielanie (jap. かぐや様は出させたい Kaguya-sama wa dasasetai) - 072. Miko chce powstrzymać (jap. 伊井野ミコは抑えたい Iino Miko wa osaetai) - 073. Miyuki chce, żeby przeczytała (jap. 白銀御行は読ませたい Shirogane Miyuki wa yomasetai) - 074. Kaguya i oceanarium miłości ♡ (jap. かぐや様♡アクアリウム Kaguya-sama ♡ akuariumu) - 075. Kaguya chce gromadzić (jap. かぐや様は集めたい Kaguya-sama wa atsumetai) - 076. Nagisa nie chce dać żyć (jap. 柏木渚はめんどくさい Kashiwagi Nagisa wa mendokusai) - 077. Chika chce skłonić do zwierzeń (jap. 藤原千花は聞き出したい Fujiwara Chika wa kikidashitai) - 078. Kaguya ani myśli się bać (jap. かぐや様は怯えない Kaguya-sama wa obienai) - 079. Kaguya chce poważnej diagnozy (jap. かぐや様は診られたい Kaguya-sama wa miraretai) - 080. Yu i kronika dni jego ostatnich (cz. 2) (jap. そして、石上優は目を閉じた② Soshite, Ishigami Yū wa me o tojita ni) |                      |                        |                      |                        |
| 9 | 19 kwietnia 2018     | ISBN 978-4-08-890891-5 | 18 lutego 2022       | ISBN 978-83-8001-870-9 |
| Lista rozdziałów - 081. Kaguya chce dotknąć (jap. かぐや様は触りたい Kaguya-sama wa sawaritai) - 082. Kaguya wcale nie chce odmówić (jap. かぐや様は断らない Kaguya-sama wa kotowaranai) - 083. Kei nie chce (normalnie) rozmawiać (jap. 白銀圭は話せない Shirogane Kei wa hanasenai) - 084. Miyuki chce zatańczyć (jap. 白銀御行は踊りたい Shirogane Miyuki wa odoritai) - 085. Kobachi chce zaprowadzić porządek (jap. 大仏こばちは取り締まりたい Osaragi Kobachi wa torishimaritai) - 086. Papa Shirogane chce wypytać (jap. 白銀父は聞き出したい Shirogane Chichi wa kikidashitai) - 087. Akademia Shuch’in pragnie zaprosić na Dzień Sportu (jap. 秀知院は体育祭 Shuchiin wa taiikusai) - 088. Yu i kronika dni jego ostatnich (cz. 3) (jap. そして，石上優は目を閉じた③ Soshite, Ishigami Yū wa me o tojita san) - 089. Miyuki i Yu (jap. 白銀御行と石上優 Shirogane Miyuki to Ishigami Yū) - 090. Kyoko nie zdaje sobie sprawy (jap. 大友京子は気付かない Ōtomo Kyōko wa kidzukanai) - 091. Chika chce nadmuchać (jap. 藤原千花は膨らませたい Fujiwara Chika wa fukuramasetai) |                      |                        |                      |                        |
| 10 | 19 czerwca 2018      | ISBN 978-4-08-891041-3 | 10 czerwca 2022      | ISBN 978-83-8001-914-0 |
| Lista rozdziałów - 092. Miyuki chce, żeby się zawstydziła (jap. かぐや様を照れさせたい Kaguya-sama o teresasetai) - 093. Kaguya go tam nie chce (jap. かぐや様は連れ出したい Kaguya-sama wa tsuredashitai) - 094. Kaguya chce powstrzymać (jap. かぐや様は阻止したい Kaguya-sama wa soshishitai) - 095. Miko chce się zrelaksować (jap. 伊井野ミコは癒されたい Iino Miko wa iyasaretai) - 096. Kaguya chce go nakarmić (jap. かぐや様は食べさせたい Kaguya-sama wa tabesasetai) - 097. Nagisa żąda kary śmierci (jap. 柏木渚は誅したい Kashiwagi Nagisa wa chūshitai) - 098. Maki chce jakoś zaradzić (jap. 四条眞妃は何とかしたい Shijō Maki wa nantokashitai) - 099. Miyuki chce, żeby mu uwierzyła (jap. 白銀御行は信じられたい Shirogane Miyuki wa shinjiraretai) - 100. Samorząd chce mieć wspólne zdjęcie (jap. 生徒会は撮られたい Seitokai wa toraretai) - 101. Cały samorząd chce, żeby zapozowała (jap. 生徒会は撮らせたい Seitokai wa torasetai) |                      |                        |                      |                        |
| 11 | 19 września 2018     | ISBN 978-4-08-891094-9 | 24 sierpnia 2022     | ISBN 978-83-8001-972-0 |
| Lista rozdziałów - 102. Kaguya się nie orientuje (jap. かぐや様は気づかない Kaguya-sama wa kidzukanai) - 103. Miyuki chce pogodzić (jap. 白銀御行は取り持ちたい Shirogane Miyuki wa torimochitai) - 104. Kaguya chce niemożliwego: „Porcelanka przez jaskółkę zrodzona” (cz. 1) (jap. 四宮かぐやの無理難題「燕の子安貝」編① Shinomiya Kaguya no muri nandai「Tsubame no koyasugai」hen ichi) - 105. Yu nie chce zawieść (jap. 石上優はこたえたい Ishigami Yū wa kotaetai) - 106. Chika chce zostać na noc (jap. 藤原千花は泊まりたい Fujiwara Chika wa tomaritai) - 107. Chika chce nadać rytm (jap. 藤原千花は刻みたい Fujiwara Chika wa kizamitai) - 108. Ai chce porozmawiać (jap. 早坂愛は話したい Hayasaka Ai wa hanashitai) - 109. Maki chce się poradzić (jap. 四条眞妃は頼りたい Shijō Maki wa tayoritai) - 110. Yu chce opowiedzieć (jap. 石上優は語りたい Ishigami Yū wa kataritai) - 111. Samorząd chce iść dalej (jap. 生徒会は進みたい Seitokai wa susumitai) |                      |                        |                      |                        |
| 12 | 19 grudnia 2018      | ISBN 978-4-08-891178-6 | 10 listopada 2022    | ISBN 978-83-8257-011-3 |
| Lista rozdziałów - 112. Miyuki chce skłonić do wyznania (cz. 1) (jap. 白銀御行は告らせたい① Shirogane Miyuki wa kokurasetai ichi) - 113. Miyuki chce skłonić do wyznania (cz. 2) (jap. 白銀御行は告らせたい② Shirogane Miyuki wa kokurasetai ni) - 114. Miyuki chce skłonić do wyznania (cz. 3) (jap. 白銀御行は告らせたい③ Shirogane Miyuki wa kokurasetai san) - 115. Miko nie potrafi kochać (cz. 1) (jap. 伊井野ミコは愛せない① Iino Miko wa aisenai ichi) - 116. Chcemy porozmawiać o festiwalu (jap. 文化祭を語りたい Bunkamatsuri o kataritai) - 117. Chika chce walczyć (jap. 藤原千花は闘いたい Fujiwara Chika wa tatakaitai) - 118. Miyuki chce sobie lepiej radzić z balonami (jap. 白金御行は膨らませたい Shirogane Miyuri wa fukuramasetai) - 119. Kei chce się pochwalić (jap. 白銀圭は見せつけたい Shirogane Kei wa misetsuketai) - 120. O Kagui Shinomii (cz. 2) (jap. 四宮かぐやについて② Shinomiya Kaguya ni tsuite ni) - 121. Wiosna w pierwszej klasie (jap. 1年生 春 Ichinensei haru) |                      |                        |                      |                        |
| 13 | 18 stycznia 2019     | ISBN 978-4-08-891193-9 | 13 lutego 2023       | ISBN 978-83-8257-109-7 |
| Lista rozdziałów - 122. Kaguya chce wyznać, co czuje (jap. かぐや様は告りたい Kaguya-sama wa tsugeritai) - 123. Festiwal szkolny Kagui (jap. かぐや様の文化祭 Kaguya-sama no bunkasai) - 124. Festiwal szkolny Yu (jap. 石上優の文化祭 Ishigami Yū no bunkasai) - 125. Kozue chce się zabawić (jap. 槇原こずえは遊びたい Makihara Kozue wa asobitai) - 126. Chika chce zdemaskować (jap. 藤原千花は暴きたい Fujiwara Chika wa abakitai) - 127. Festiwal szkolny Miyukiego (jap. 白銀御行の文化祭 Shirogane Miyuri no bunkasai) - 128. Kaguya chce zagrać w ruletkę (jap. かぐや様は撃ち抜きたい Kaguya-sama wa uchinukitai) - 129. Miyuki chce skłonić do wyznania (cz. 4) (jap. 白銀御行は告らせたい④ Shirogane Miyuki wa kokurasetai yon) - 130. Tsubame chce odmówić (jap. 子安つばめは断りたい Koyasu Tsubame wa kotowaritai) - 131. Miyuki chce skłonić do wyznania (cz. 5) (jap. 白銀御行は告らせたい⑤ Shirogane Miyuki wa kokurasetai go) |                      |                        |                      |                        |
| 14 | 19 marca 2019        | ISBN 978-4-08-891231-8 | 16 maja 2023         | ISBN 978-83-8257-153-0 |
| Lista rozdziałów - 132. Kaguya chce wyznać, co czuje (cz. 2) (jap. かぐや様は告りたい② Kaguya-sama wa tsugeritai ni) - 133. Kaguya chce wyznać, co czuje (cz. 3) (jap. かぐや様は告りたい③ Kaguya-sama wa tsugeritai san) - 134. Dwa wyznania (cz. 1) (jap. 二つの告白 前編 Futatsu no Kokuhaku zenpen) - 135. Dwa wyznania (cz. 2) (jap. 二つの告白 中編 Futatsu no kokuhaku chūhen) - 136. Dwa wyznania (cz. 3) (jap. 二つの告白 後編 Futatsu no kokuhaku kōhen) - 137. Akademia świętuje zakończenie festiwalu (jap. 秀知院は後夜祭 Shuchiin wa matsuri) - 138. Kaguya chce zrelacjonować (jap. かぐや様は教えたい Kaguya-sama wa oshietai) - 139. Miyuki chce porozmawiać (jap. 白銀御行は語り合いたい Shirogane Miyuki wa katariaitai) - 140. Miko chce opowiedzieć (jap. 伊井野ミコは語りたい Iino Miko wa kataritai) - 141. O Kagui Shinomii (cz. 3) (jap. 四宮かぐやについて③ Shinomiya Kaguya ni tsuite san) |                      |                        |                      |                        |
| 15 | 19 lipca 2019        | ISBN 978-4-08-891320-9 | 20 lipca 2023        | ISBN 978-83-8257-193-6 |
| Lista rozdziałów - 142. O Kagui Shinomii (cz. 1) (jap. 四宮かぐやについて④ Shinomiya Kaguya ni tsuite yon) - 143. Kaguya (Królowa Lodu) chce, żeby zwrócił uwagę (jap. かぐや様は気づかれたい（氷） Kaguya-sama wa kizukaretai (kōri)) - 144. Kaguya (Królowa Lodu) chce przebaczyć (jap. かぐや様は許したい（氷） Kaguya-sama wa yurushitai (kōri)) - 145. Kaguya (Królowa Lodu) też chce (jap. かぐや様はいただきたい（氷） Kaguya-sama wa itadakitai (kōri)) - 146. Maski, które nosimy (Kaguya, cz. 1) (jap. 私達の仮面（かぐや編①） Watashitachi no kamen (Kaguya hen ichi)) - 147. Maski, które nosimy (Miyuki, cz. 1) (jap. 私達の仮面（白銀編①） Watashitachi no kamen (Shirogane hen ichi)) - 148. Kaguya (Królowa Lodu) chce wyznać, co czuje (jap. かぐや様は告りたい（氷） Kaguya-sama wa tsugeritai (kōri)) - 149. Kaguya nie chce niczego więcej (jap. かぐや様はこれでいい Kaguya-sama wa kore de ī) - 150. Zwyczajna romantyczność (jap. 普通のロマンティック Futsū no romantikku) - 151. Pierwszy pocałunek nigdy się nie kończy (jap. ファーストキスは終わらない Fāsutokisu wa owaranai) |                      |                        |                      |                        |
| 16 | 19 września 2019     | ISBN 978-4-08-891367-4 | 29 września 2023     | ISBN 978-83-8257-255-1 |
| Lista rozdziałów - 152. Nagisa chce ich kryć (jap. 柏木渚は隠したい Kashiwagi Nagisa wa kakushitai) - 153. Kaguya (Królowa Lodu) chce niemożliwego: „Porcelanka przez jaskółkę zrodzona” (jap. 「燕の子安貝」編（氷） 「Tsubame no koyasugai」hen（kōri）) - 154. Kaguya (Królowa Lodu) chce niemożliwego: „Porcelanka przez jaskółkę zrodzona” (cz. 2) (jap. 四宮かぐやの無理難題「燕の子安貝」編② Shinomiya Kaguya no muri nandai「Tsubame no koyasugai」hen ni) - 155. Kaguya (Królowa Lodu) chce niemożliwego: „Porcelanka przez jaskółkę zrodzona” (cz. 3) (jap. 四宮かぐやの無理難題「燕の子安貝」編③ Shinomiya Kaguya no muri nandai「Tsubame no koyasugai」hen san) - 156. Miko nie potrafi kochać (cz. 2) (jap. 伊井野ミコは愛せない② Iino Miko wa aisenai ni) - 157. Chika turbo chce zjeść (jap. 藤原千花は超超食べたい Fujiwara Chika wa chō chō tabetai) - 158. Miko nie potrafi kochać (cz. 3) (jap. 伊井野ミコは愛せない③ Iino Miko wa aisenai san) - 159. Kaguya chce... (cz. 1) (jap. かぐや様は 前編 Kaguya-sama wa zenpen) - 160. Kaguya chce... (cz. 2) (jap. かぐや様は 後編 Kaguya-sama wa kōhen) - 161. Maki chce uwolnić się od pragnień (jap. 四条眞妃は悟りたい Shijo Maki wa satoritai) |                      |                        |                      |                        |
| 17 | 17 stycznia 2020     | ISBN 978-4-08-891457-2 | 27 grudnia 2023      | ISBN 978-83-8257-322-0 |
| Lista rozdziałów - 162. Samorząd – Nowa Rozgrywka (jap. 生徒会のNEW GAME Seitokai no nyū gēmu) - 163. Chika chce zaskoczyć (jap. 藤原千花は驚かせたい Fujiwara Chika wa odoroka setai) - 164. Chika chce kochania (jap. 藤原千花は愛したい Fujiwara Chika wa aishitai) - 165. Starszy kolega i młodsza koleżanka (cz. 1) (jap. 先輩くんと後輩ちゃん① Senpai-kun to kōhai-chan ichi) - 166. Yu chce się wkręcić (jap. 石上優はハマりたい Ishigami Yū wa hamaritai) - 167. Nagisa chce się dowiedzieć (jap. 柏木渚は聞き出したい Kashiwagi Nagisa wa kikidashitai) - 168. Pierwszy kontakt (jap. ファーストコミュニケーション Fāsu to komyunikēshon) - 169. Damsko-męskie ABC (cz. 1) (jap. 男と女のABC① Otome no ABC ichi) - 170. Miyuki chce porozmawiać (jap. 白銀御行は話したい Shirogane Miyuki wa hanashitai) - 171. Chcemy pogadać o KGP (jap. TG部を語りたい TG-bu o kataritai) |                      |                        |                      |                        |
| 18 | 17 kwietnia 2020     | ISBN 978-4-08-891527-2 | 5 kwietnia 2024      | ISBN 978-83-8257-397-8 |
| Lista rozdziałów - 172. Kaguya chce wierzyć (jap. かぐや様は信じたい Kaguya-sama wa shinjitai) - 173. Chika chce zasupłać (jap. 藤原千花は結びたい Fujiwara Chika wa musubitai) - 174. Miko nie potrafi kochać (cz. 4) (jap. 伊井野ミコは愛せない④ Iino Miko wa aisenai yon) - 175. Kaguya chce uwagi (jap. かぐや様は構われたい Kaguya-sama wa kamawa retai) - 176. Ishigami Yū wa misetsuketai (jap. Yu chce się poppisać石上優は見せつけたい) - 177. Kaguya chce niemożliwego: „Porcelanka przez jaskółkę zrodzona” (cz. 4) (jap. 四宮かぐやの無理難題「燕の子安貝」編④ Shinomiya Kaguya no muri nandai「Tsubame no koyasugai」hen yon) - 178. Starszy kolega i młodsza koleżanka (cz. 2) (jap. 先輩くんと後輩ちゃん② Senpai-kun to kōhai-chan ni) - 179. Typowy poranek Ai Hayasaki (jap. 早坂愛のモーニングルーティン Hayasaka Ai no mōningu rūtin) - 180. Miyuki chce pozwiedzać wspólnie (jap. 白銀御行は廻りたい Shirogane Miyuki wa mawaritai) - 181. Miyuki chce mieć na wyłączność (jap. 白銀御行は独占したい Shirogane Miyuki wa dokusen shitai) |                      |                        |                      |                        |
| 19 | 17 lipca 2020        | ISBN 978-4-08-891646-0 | 14 czerwca 2024      | ISBN 978-83-8257-453-1 |
| Lista rozdziałów - 182. Przyjaciele Ai (cz. 1) (jap. 早坂愛の友達① Hayasaka Ai no tomodachi ichi) - 183. Przyjaciele Ai (cz. 2) (jap. 早坂愛の友達② Hayasaka Ai no tomodachi ni) - 184. Przyjaciele Ai (cz. 3) (jap. 早坂愛の友達③ Hayasaka Ai no tomodachi san) - 185. Przyjaciele Ai (cz. 4) (jap. 早坂愛の友達④ Hayasaka Ai no tomodachi yon) - 186. Przyjaciele Ai (cz. 5) (jap. 早坂愛の友達⑤ Hayasaka Ai no tomodachi go) - 187. Ai, Kaguya i przyjaźń (jap. 早坂愛と四宮かぐやの友達 Hayasaka Ai to Shinomiya Kaguya no tomodachi) - 188. Miko chce wypytać, ale nie może (jap. 伊井野ミコは聞き出せない Iino Miko wa kikidasenai) - 189. Kaguya chce niemożliwego: „Buddy na jałmużnę kamienna misa” (jap. 四宮かぐやの無理難題「仏の御石の鉢」編 Shinomiya Kaguya no muri nandai「Futsu no o ishi no hachi」hen) - 190. Starszy kolega i młodsza koleżanka (cz. 3) & Miko nie potrafi kochać (cz. 5) (jap. 先輩くんと後輩ちゃん③&伊井野ミコは愛せない⑤ Senpai-kun to kōhai-chan san & Iino Miko wa aisenai go) - 191. Kaguya chce niemożliwego: „Porcelanka przez jaskółkę zrodzona” (cz. 5) (jap. 四宮かぐやの無理難題「燕の子安貝」編⑤ Shinomiya Kaguya no muri nandai「Tsubame no koyasugai」hen go)   |                      |                        |                      |                        |
| 20 | 19 listopada 2020    | ISBN 978-4-08-891716-0 | 16 sierpnia 2024     | ISBN 978-83-8257-498-2 |
| Lista rozdziałów - 192. Kobachi bacznie się przygląda (jap. 大仏こばちは見つめてる Osaragi Kobachi wa mitsume teru) - 193. Miyuki chce pocieszyć (jap. 白銀御行は慰めたい Shirogane Miyuki wa nagusametai) - 194. Walentynki w Akademii Shuchi’in (cz. 1) (jap. 秀知院はバレンタイン 前編 Shuchiin wa Barentain zenpen) - 195. Walentynki w Akademii Shuchi’in (cz. 2) (jap. 秀知院はバレンタイン 後編 Shuchiin wa Barentain kōhen) - 196. Ai chce coś udowodnić (jap. 早坂愛は見付けたい Hayasaka Ai wa mitsuketai) - 197. Rodzina Shirogane chce się przeprowadzić (jap. 白銀家は引っ越したい Shirogane ka wa hikkoshitai) - 198. Kaguya chce niemożliwego: „Porcelanka przez jaskółkę zrodzona” (cz. 6) (jap. 四宮かぐやの無理難題「燕の子安貝」編⑥ Shinomiya Kaguya no muri nandai「tsubame no koyasugai」hen roku) - 199. Kaguya chce się upewnić (jap. かぐや様はきかせたい Kaguya-sama wa kikasetai) - 200. Chika chce świętowania (jap. 藤原千花は祝われたい Fujiwara Chika wa iwawa retai) - 201. Tsubame chce zastąpić (jap. 子安つばめは塗り替えたい Koyasu Tsubame wa nurikaetai) |                      |                        |                      |                        |
| 21 | 19 lutego 2021       | ISBN 978-4-08-891753-5 | 28 października 2024 | ISBN 978-83-8257-553-8 |
| Lista rozdziałów - 202. Akademia chce pożegnać (jap. 秀知院は見送りたい Shuchiin wa miokuritai) - 203. Tsubame Koyasu i Yu Ishigami (cz. 1) (jap. 子安つばめと石上優 前編 Koyasu Tsubame to Ishigami Yū zenpen) - 204. Tsubame Koyasu i Yu Ishigami (cz. 2) (jap. 子安つばめと石上優 後編 Koyasu Tsubame to Ishigami Yū kōhen) - 205. Cika chce rozśmieszyć (jap. 藤原千花は笑わせたい Fujiwara Chika wa warawasetai) - 206. Miyuki wcale nie jest dołujący (jap. 白銀御行は重くない Shirogane Miyuki wa omokunai) - 207. Kei chce ugościć (jap. 白銀圭は迎えたい Shirogane Kei wa mukaetai) - 208. Rodzina Shirogane (jap. 白銀家 Shirogane ka) - 209. Marzenia (jap. 夢 Yume) - 210. Chika serio turbo chce zjeść (jap. 藤原千花は超超超食べたい Fujiwara Chika wa chō chō chō tabetai) - 211. Kaguya chce siedzieć obok (jap. かぐや様は座りたい Kaguya-sama wa suwaritai) |                      |                        |                      |                        |
| 22 | 19 maja 2021         | ISBN 978-4-08-891870-9 | 29 stycznia 2025     | ISBN 978-83-8257-613-9 |
| Lista rozdziałów - 212. Mikado chce się zaprzyjaźnić (jap. 四条帝は馴染みたい Shijo Mikado wa najimitai) - 213. Starszy kolega i młodsza koleżanka (cz. 4) (jap. 先輩くんと後輩ちゃん④ Senpai-kun to kōhai-chan yon) - 214. Kaguya nie lubi kotów (jap. かぐや様は猫嫌い Kaguya-sama wa neko girai) - 215. Damsko-męskie ABC (cz. 2) (jap. 男と女のABC② Otome no ABC ni) - 216. Kaguya chce się poradzić (jap. かぐやたちは語りたい Kaguya tachi wa kataritai) - 217. Damsko-męskie ABC (cz. 3) (jap. 男と女のABC③ Otome no ABC san) - 218. Damsko-męskie ABC (cz. 4) (jap. 男と女のABC④ Otome no ABC yon) - 219. Damsko-męskie ABC (cz. 5) (jap. 男と女のABC⑤ Otome no ABC go) - 220. Damsko-męskie ABC (cz. 6) (jap. 男と女のABC⑥ Otome no ABC roku) - 221. Kaguya chce porozmawiać (jap. かぐや様は話したい Kaguya-sama wa hanashitai) |                      |                        |                      |                        |
| 23 | 18 sierpnia 2021     | ISBN 978-4-08-892054-2 | 31 marca 2025        | ISBN 978-83-8257-681-8 |
| Lista rozdziałów - 222. Shinomiya Kaguya no muri nandai「Hōrai no tama no eda」hen (jap. 四宮かぐやの無理難題「蓬莱の玉の枝」編) - 223. Fujiwara Chika wa mitomenai (jap. 藤原千花は認めない) - 224. Fujiwara Chika wa oshietai (jap. 藤原千花は教えたい) - 225. Ōbayashi Hikaru wa mamoritai (jap. 大林ヒカルは守りたい) - 226. Shinomiya Kaguya no muri nandai「Futsu no o ishi no hachi」hen ni (jap. 四宮かぐやの無理難題「仏の御石の鉢」編②) - 227. Iino Miko wa nagusametai (jap. 伊井野ミコは慰めたい) - 228. Shinomiya Kaguya no muri nandai「Futsu no o ishi no hachi」hen san (jap. 四宮かぐやの無理難題「仏の御石の鉢」編③) - 229. Shinomiya Kaguya no muri nandai「Futsu no o ishi no hachi」hen yon (jap. 四宮かぐやの無理難題「仏の御石の鉢」編④) - 230. Shinomiya Kaguya no muri nandai「Futsu no o ishi no hachi」hen go (jap. 四宮かぐやの無理難題「仏の御石の鉢」編⑤) - 231. Shinomiya Kaguya no muri nandai「Futsu no o ishi no hachi」hen roku (jap. 四宮かぐやの無理難題「仏の御石の鉢」編⑥) |                      |                        |                      |                        |
| 24 | 17 grudnia 2021      | ISBN 978-4-08-892161-7 | —                    |                        |
| Lista rozdziałów - 232. Shinomiya Kaguya no muri nandai「Futsu no o ishi no hachi」hen nana (jap. 四宮かぐやの無理難題「仏の御石の鉢」編⑦) - 233. Shinomiya Kaguya no muri nandai「Futsu no o ishi no hachi」Hen hachi (jap. 四宮かぐやの無理難題「仏の御石の鉢」編⑧) - 234. Shinomiya Kaguya no muri nandai「Futsu no o ishi no hachi」hen ku (jap. 四宮かぐやの無理難題「仏の御石の鉢」編⑨) - 235. Fujiwara Chika wa tsukiaitai (jap. 藤原千花は付き合いたい) - 236. Kaguya-sama wa tomaritai (jap. かぐや様は泊まりたい) - 237. Shirogane Miyuki wa iretakunai (jap. 白銀御行は入れたくない) - 238. Ishigami Yū wa sasoitai (jap. 石上優は誘いたい) - 239. Adolphe Pescarolo wa mamoritai (jap. Adolphe Pescaroloは守りたい) - 240. Kaguya-sama wa odoritai (jap. かぐや様は踊りたい) - 241. Shinomiya Un’yo wa hanasenai (jap. 四宮雲鷹は話せない) |                      |                        |                      |                        |
| 25 | 18 marca 2022        | ISBN 978-4-08-892252-2 | —                    |                        |
| Lista rozdziałów - 242. Shinomiya-ka (jap. 四宮家) - 243. Hayasaka Ai wa kigaetai (jap. 早坂愛は着替えたい) - 244. Ishigami Yū wa shita o muku (jap. 石上優は下を向く) - 245. Soshite, Ishigami Yū wa me o tojita yon (jap. そして、石上優は目を閉じた④) - 246. Soshite, Ishigami Yū wa me o tojita go (jap. そして、石上優は目を閉じた⑤) - 247. Ishigami Yū wa iidasenai (jap. 石上優は言い出せない) - 248. Kaguya-sama wa wakaretai ichi (jap. かぐや様は別れたい①) - 249. Kaguya-sama wa wakaretai ni (jap. かぐや様は別れたい②) - 250. Shirogane Miyuki wa tayoritai (jap. 白銀御行は頼りたい) - 251. Shijō Mikado wa mamoritai (jap. 四条帝は守りたい) |                      |                        |                      |                        |
| 26 | 17 czerwca 2022      | ISBN 978-4-08-892364-2 | —                    |                        |
| Lista rozdziałów - 252. Tanuma Shōzō wa kataritai (jap. 田沼正造は語りたい) - 253. Shirogane Miyuki wa mōshikomitai (jap. 白銀御行は申し込みたい) - 254. Iino Miko wa yu kiranai (jap. 伊井野ミコは湯切らない) - 255. Hayasaka ka wa mitomenai (jap. 早坂一家は認めない) - 256. Shijō Mikado wa tasuketai (jap. 四条帝は助けたい) - 257. Iino Miko wa tadashikunai (jap. 伊井野ミコは正しくない) - 258. Kaguya-sama wa nukedashitai (jap. かぐや様は抜け出したい) - 259. Kaguya-sama wa kanaetai (jap. かぐや様は叶えたい) - 260. Kaguya-sama wa sabishikunai (jap. かぐや様は寂しくない) - 261. Kaguya-sama wa kokurasetai (jap. かぐや様は告らせたい) |                      |                        |                      |                        |
| 27 | 19 października 2022 | ISBN 978-4-08-892430-4 | —                    |                        |
| Lista rozdziałów - 262. Kaguya-sama wa modoritai (jap. かぐや様は戻りたい) - 263. Kaguya-sama wa aoritai (jap. かぐや様は煽りたい) - 264. Kaguya-sama wa yoba retai (jap. かぐや様は呼ばれたい) - 265. Yūjin-tachi wa hanashitai (jap. 友人たちは話したい) - 266. Kaguya-sama wa miokuritai zenpen (jap. かぐや様は見送りたい 前編) - 267. Kaguya-sama wa miokuritai kōhen (jap. かぐや様は見送りたい 後編) - 268. Nichijō ichi (jap. 日常①) - 269. Nichijō ni (jap. 日常②) - 270. Nichijō san (jap. 日常③) - 271. Fujiwara Chika wa chō chō chō chō tabetai (jap. 藤原千花は超超超超食べたい) |                      |                        |                      |                        |
| 28 | 19 grudnia 2022      | ISBN 978-4-08-892534-9 | —                    |                        |
| Lista rozdziałów - 272. Shirogane Kei no saishūkai (jap. 白銀圭の最終回) - 273. Shijo Maki Kashiwagi Nagisa to Tanuma Tsubasa no saishūkai zenpen (jap. 四条眞妃と柏木渚と田沼翼の最終回前編) - 274. Shijo Maki Kashiwagi Nagisa to Tanuma Tsubasa no saishūkai kōhen (jap. 四条眞妃と柏木渚と田沼翼の最終回後編) - 275. Osaragi Kobachi no saishūkai (jap. 大仏こばちの最終回) - 276. Hayasaka Ai no saishūkai (jap. 早坂愛の最終回) - 277. Iino Miko to Ishigami Yū no saishūkai zenpen (jap. 伊井野ミコと石上優の最終回前編) - 278. Iino Miko to Ishigami Yū no saishūkai kōhen (jap. 伊井野ミコと石上優の最終回後編) - 279. Fujiwara Chika no saishūkai (jap. 藤原千花の最終回) - 280. Tensai-tachi no (jap. 天才たちの) - 281. Gubbai Shuichi’in (jap. グッバイ秀知院) |                      |                        |                      |                        |